# 開拓者們
《開拓者們》，2012年1月於日本NHK BS Premium電視頻道首播的中日關係正常化40週年特別企劃電視劇，一共四集。同年4月3日起，於NHK電視台的電視劇10時段（22:00 - 22:48，JST）播出，分為六集。此劇為滿島光個人初次主演的電視劇。

## 概要
此劇是以身為滿蒙開拓移民主角的阿部初（滿島光 飾）為視點所描寫的電視劇。以第二次世界大戰為背景，描繪主角19歲至69歲的人生。為根據當時開拓團團員的口述及記錄所改編的電視劇。
太平洋戰爭之前，日本政府即提出移民至中國滿洲的構想，並成立「千振開拓團」（千振：今中國黑龍江省桦南县），團中是自日本各地召集來的男子，目的是在中國開墾。其後，中日兩國爆發戰爭，在中國生活的日本人面臨生存的抉擇。

## 主要角色
- 阿部初（阿部ハツ）：滿島光

因家中生計困難，隻身一人被嫁到滿洲，成為開拓團成員之一淺野速男的妻子。其後，才將家中弟妹接到滿洲，在當地開墾並主要為產婦接生。和丈夫速男有了孩子後，丈夫被強制徵兵參加日蘇戰爭，日本戰敗後丈夫被流放西伯利亞。帶領著眾人逃難的阿初歷經艱辛，目睹親生的孩子在貧病交錯下活活被餓死。
- 阿部金次：綾野剛

阿初的弟弟。志願加入聲稱保護開墾民眾的關東軍憲兵隊，但發現關東軍只想統治侵略的想法與自己完全相左。
- 阿部史郎：石田卓也

阿初最小的弟弟。原本為被欺負的孩子，但在姐姐的鼓勵下，在千振擔起帶領眾人的責任。
- 阿部富枝：山下莉緒

阿初的妹妹，診所護士。因蘇維埃軍隊的入侵而被中國共產黨軍隊留用，負責幫中國人看病醫治，其後，國共內戰時期被共產黨軍隊派至戰場幫忙。期間，愛上了共產黨軍隊成員，戰爭結束後，決定留在中國。直到時局穩定，才和多年來分隔兩地的姐姐阿初終於再相見。
- 淺野速男：新井浩文

阿初的丈夫。沉默寡言，只有一句口頭禪「就這樣」。原為開拓團成員，但日蘇戰爭爆發，被強制徵兵與蘇聯作戰。日本戰敗後，成為西伯利亞滯留者戰俘，在西伯利亞進行勞動改造，而和阿初與孩子分隔兩地。
- 木戶浦進作：小林且彌（日语：小林且弥）

淺野速男友人。同為開拓團成員，和速男一同被徵兵，但脫逃。其後被中國軍隊抓到，替中國人挖礦，因礦坑的意外事件而使其中一條腿有殘疾。
- 木戶浦千惠（木戸浦チエ）：德永繪里

木戶浦進作的妻子。丈夫被徵兵後，帶著兒子孝志逃難。在逃難過程中，因為中國人的幫助，而將兒子孝志寄養在此中國人家庭。回日本後，因等不到進作回家，在哥哥的建議下再婚。再婚後，進作回國。
- 今野梅子：蘆名星

和阿初一起嫁給開拓團，原本不接受離開日本的事實，但其後成為阿初的堅實同伴。
- 今野力：金井勇太（日语：金井勇太）

梅子的丈夫。擅長素描。和阿初的丈夫速男一同被運至西伯利亞當戰俘，但因一手繪畫的才華而免於勞改。速男因勞改過世後，阿力回到千振與阿初見面，向阿初下跪表示沒能陪在戰友速男身邊，內心自責。
- 王春岐：石田法嗣（日语：石田法嗣）

阿初弟弟史郎的友人。
- 大野清助：田中哲司

阿初妹妹富枝工作的診所醫師。因被中國共產黨徵用而成為志願者。幫在前線受傷的中國人醫治。
- 宗光彥：柄本明

開拓團的團長。

## 主題曲
- 〈生命之歌〉

演唱：竹內瑪莉亞

## 獎項
- 第67回日本放送映畫藝術大獎 電視部門 優秀主演女優賞：滿島光
- 第54回每日藝術獎
- 第29回ATP獎（日语：全日本テレビ番組製作社連盟）總務大臣獎[4]

## 製作人員
- 劇本：坪田文（日语：坪田文）
- 攝影：夏海光造
- 美術：仲前智治、三ツ松けいこ
- 服裝：宮本まさ江
- 化妝：小沼みどり
- 剪接：吉岡雅春
- 副導演：岡下慶仁
- 導演：岸善幸
- 音樂：菅野祐悟
- 製作人：松居径、北川惠、矢島良彰、杉田浩光
- 出品：NHK

## 播出日程

### BS台首播
| 集數 | 播出日期 | 標題     | 標題       |
| 集數 | 播出日期 | 日文標題 | 中文標題   |
| ---- | -------- | -------- | ---------- |
| 1    | 1月01日  |          | 邁向新天地 |
| 2    | 1月08日  |          | 逃難       |
| 3    | 1月15日  |          | 回國       |
| 4    | 1月22日  |          | 夢         |

### NHK電視劇10
| 集數 | 播出日期 | 標題     | 標題                   |
| 集數 | 播出日期 | 日文標題 | 中文標題               |
| ---- | -------- | -------- | ---------------------- |
| 1    | 4月03日  |          | 幸福會持續的           |
| 2    | 4月10日  |          | 我們被拋棄了           |
| 3    | 4月17日  |          | 我不會哭               |
| 4    | 4月24日  |          | 一定，會有希望的       |
| 5    | 5月01日  |          | 山，這裡也有啊         |
| 6    | 5月08日  |          | 只要活著，總會有辦法的 |

## 外部連結
- NHK電視台官方網站 （日語）
- 豆瓣电影上《開拓者們》的資料 （简体中文）

| NHK 電視劇10                              | NHK 電視劇10                            | NHK 電視劇10 |
| ----------------------------------------- | --------------------------------------- | ------------ |
|                                           | 開拓者們 （2012年4月3日－2012年5月8日） |              |
| 大地號角 （2012年3月13日－2012年3月20日） | 初戀 （2012年5月22日－2012年7月17日）   |              |